# Cronotassi dei comandanti e vice comandanti generali dell'Arma dei Carabinieri
Di seguito è riportato l'elenco cronologico dei comandanti generali e vice comandanti generali dell'Arma dei Carabinieri.

## Comandanti generali

Insegna di comando del comandante generale dell'Arma dei carabinieri

Distintivo del comandante generale

Il massimo grado gerarchico dell'Arma dei Carabinieri è oggi quello di comandante generale, denominazione che nel corso degli oltre due secoli di vita dell'Istituzione è stata più volte mutata:
- 13 luglio 1814: nasce il Corpo dei carabinieri reali e il suo primo comandante o, come veniva chiamato allora, comandante supremo fu il generale d'armata Giuseppe Thaon di Revel di Sant'Andrea in quanto presidente capo della Direzione generale di buon governo alle cui dipendenze era stato posto il Corpo dei carabinieri reali all'atto della sua creazione. Le funzioni organizzative del corpo erano affidate al comandante effettivo Provana di Bussolino.
- 15 ottobre 1816: la Direzione generale di buon governo è soppressa così il comando del Corpo passò al colonnello Giovanni Battista D'Oncieu de la Bàtie, il primo comandante effettivo con funzione autonoma e perciò dispositiva sul Corpo.
- 12 ottobre 1822: il comandante del Corpo dei carabinieri diviene "ispettore generale dell'arma" a cui potevano aspirare solo gli ufficiali generali. La scelta cadde su Giovanni Battista d'Oncieu de la Bàtie. È questa la prima volta che il corpo è definito, invece, Arma, cosa che sarà sancita solo con una legge del 30 settembre 1873.
- 9 febbraio 1832: l'ispettore generale dell'Arma diviene "comandante generale", incarico attribuibile a un maggiore generale. Il primo fu il generale Luigi Maria Richieri di Montichieri.
- 24 gennaio 1861: con il riordino del Regio esercito si sopprime il Comando generale dell'Arma istituendo il Comitato dell'Arma con presidente Federico Costanzo Lovera di Maria.
- 16 novembre 1882: l'Arma torna ad avere un organo di comando individuale denominato Comando dell'Arma dei carabinieri, cui venne preposto un tenente generale, coadiuvato da un comandante in seconda, maggiore generale e da un segretario. Il primo a ricoprire questo ruolo fu il tenente generale Leonardo Roissard de Bellet, che già l'esercitava di fatto come presidente del soppresso Comitato.
- 26 luglio 1883: si stabilisce che il Comando dell'Arma assume il titolo di "Comando generale dell'Arma dei carabinieri reali". Il tenente generale Roissard continuò nelle sue funzioni come comandante generale.
- 1943: prima il gen. Azolino Hazon e poi Angelo Cerica e Giuseppe Pièche, vicecomandanti dell'Arma, vengono nominati comandante generale, i primi provenienti dai ranghi.
- 1946: con la Repubblica il titolo perse la denominazione "reale" divenendo semplicemente "Comando generale dell'Arma dei carabinieri".
- 31 marzo 2000: i carabinieri vengono elevati a forza armata autonoma con rango di forza armata, e quindi il comandante generale potrà essere un ufficiale generale proveniente dai suoi ranghi.
- 6 maggio 2004: viene nominato il primo comandante generale proveniente dall'Arma dal dopoguerra: gen. c.a. Luciano Gottardo.

A parte le differenti definizioni assunte nel tempo dal ruolo di responsabile e comandante supremo dell'Istituzione, quello che segue è l'elenco dei comandanti generali dal 1814 ai nostri giorni:
| №   | Inizio mandato    | Fine mandato      | Grado                         | Nome                                   |
| --- | ----------------- | ----------------- | ----------------------------- | -------------------------------------- |
| 1   | 3 agosto 1814     | 23 dicembre 1814  | generale d'armata             | Giuseppe Thaon di Revel di Sant'Andrea |
| 2   | 24 dicembre 1814  | 13 gennaio 1815   | luogotenente generale         | Giorgio Des Geneys                     |
| 3   | 14 gennaio 1815   | 15 ottobre 1816   | colonnello                    | Carlo Lodi di Capriglio                |
| 4   | 1º novembre 1816  | 19 marzo 1819     | colonnello                    | Giovanni Battista D'Oncieu de La Bàtie |
| 5   | 23 marzo 1819     | 27 novembre 1820  | colonnello                    | Alessandro Saluzzo di Monesiglio       |
| 6   | 2 dicembre 1820   | 31 ottobre 1822   | colonnello                    | Giovanni Maria Cavasanti               |
| 7   | 1º novembre 1822  | 11 dicembre 1830  | maggior generale              | Giovanni Battista D'Oncieu de La Bàtie |
| 8   | 12 dicembre 1830  | 11 gennaio 1831   | maggior generale              | Giovanni Maria Cavasanti               |
| 9   | 12 gennaio 1831   | 2 luglio 1835     | maggior generale              | Luigi Maria Richieri di Montichieri    |
| 10  | 16 luglio 1835    | 11 dicembre 1847  | maggior generale              | Michele Taffini d'Acceglio             |
| 11  | 1º gennaio 1848   | 13 ottobre 1848   | maggior generale              | Fabrizio Lazari                        |
| 12  | 14 ottobre 1848   | 1º luglio 1867    | maggior generale              | Federico Costanzo Lovera di Maria      |
| 13  | 11 agosto 1867    | 16 luglio 1869    | luogotenente generale         | Antonio Massidda                       |
| 14  | 17 luglio 1869    | 17 maggio 1877    | luogotenente generale         | Luigi Incisa Beccaria di Santo Stefano |
| 15  | 18 maggio 1877    | 3 novembre 1877   | luogotenente generale         | Ignazio De Genova di Pattinengo        |
| 16  | 5 ottobre 1878    | 16 aprile 1891    | tenente generale              | Leonardo Roissard de Bellet            |
| 17  | 17 aprile 1891    | 15 settembre 1896 | tenente generale              | Luigi Taffini D'Acceglio               |
| 18  | 16 settembre 1896 | 22 giugno 1897    | tenente generale              | Francesco Carenzi                      |
| 19  | 16 luglio 1897    | 15 febbraio 1900  | tenente generale              | Bruto Bruti                            |
| 20  | 16 febbraio 1900  | 15 aprile 1904    | tenente generale              | Felice Sismondo                        |
| 21  | 16 aprile 1904    | 24 luglio 1905    | tenente generale              | Federigo Pizzuti                       |
| 22  | 5 agosto 1905     | 15 febbraio 1908  | tenente generale              | Giuseppe Bellati                       |
| 23  | 16 febbraio 1908  | 30 aprile 1909    | tenente generale              | Paolo Spingardi                        |
| 24  | 1º agosto 1909    | 13 settembre 1914 | tenente generale              | Giuseppe Del Rosso                     |
| 25  | 14 settembre 1914 | 3 gennaio 1918    | tenente generale              | Gaetano Zoppi                          |
| 26  | 4 gennaio 1918    | 24 agosto 1919    | tenente generale              | Luigi Cauvin                           |
| 27  | 25 agosto 1919    | 29 ottobre 1921   | tenente generale              | Carlo Petitti di Roreto                |
| 28  | 23 novembre 1921  | 4 gennaio 1925    | generale di corpo d'armata    | Giacomo Ponzio                         |
| 29  | 5 gennaio 1925    | 27 novembre 1935  | generale di corpo d'armata    | Enrico Asinari di San Marzano          |
| 30  | 30 novembre 1935  | 24 agosto 1940    | generale di corpo d'armata    | Riccardo Moizo                         |
| 31  | 27 agosto 1940    | 22 febbraio 1943  | generale di corpo d'armata    | Remo Gambelli                          |
| 32  | 23 febbraio 1943  | 19 luglio 1943    | generale di corpo d'armata CC | Azolino Hazon                          |
| 33  | 23 luglio 1943    | 11 settembre 1943 | generale di corpo d'armata CC | Angelo Cerica                          |
| 34  | 19 novembre 1943  | 20 luglio 1944    | generale di divisione CC      | Giuseppe Pièche                        |
| 35  | 21 luglio 1944    | 6 marzo 1945      | generale di corpo d'armata    | Taddeo Orlando                         |
| 36  | 7 marzo 1945      | 5 aprile 1947     | generale di divisione         | Brunetto Brunetti                      |
| 37  | 16 maggio 1947    | 24 maggio 1950    | generale di corpo d'armata    | Fedele De Giorgis                      |
| 38  | 25 maggio 1950    | 4 maggio 1954     | generale di corpo d'armata    | Alberto Mannerini                      |
| 39  | 5 maggio 1954     | 14 ottobre 1958   | generale di corpo d'armata    | Luigi Morosini                         |
| 40  | 15 ottobre 1958   | 28 febbraio 1961  | generale di corpo d'armata    | Luigi Lombardi                         |
| 41  | 1º marzo 1961     | 14 ottobre 1962   | generale di corpo d'armata    | Renato De Francesco                    |
| 42. | 15 ottobre 1962   | 31 gennaio 1966   | generale di corpo d'armata    | Giovanni de Lorenzo                    |
| 43  | 1º febbraio 1966  | 25 febbraio 1968  | generale di corpo d'armata    | Carlo Ciglieri                         |
| 44  | 26 febbraio 1968  | 2 gennaio 1971    | generale di corpo d'armata    | Luigi Forlenza                         |
| 45  | 3 gennaio 1971    | 7 febbraio 1973   | generale di corpo d'armata    | Corrado San Giorgio                    |
| 46  | 8 febbraio 1973   | 31 ottobre 1977   | generale di corpo d'armata    | Enrico Mino                            |
| 47  | 5 novembre 1977   | 31 gennaio 1980   | generale di corpo d'armata    | Pietro Corsini                         |
| 48  | 1º febbraio 1980  | 13 settembre 1981 | generale di corpo d'armata    | Umberto Cappuzzo                       |
| 49  | 14 settembre 1981 | 19 gennaio 1984   | generale di corpo d'armata    | Lorenzo Valditara                      |
| 50  | 20 gennaio 1984   | 7 gennaio 1986    | generale di corpo d'armata    | Riccardo Bisogniero                    |
| 51  | 8 gennaio 1986    | 20 aprile 1989    | generale di corpo d'armata    | Roberto Jucci                          |
| 52  | 21 aprile 1989    | 8 marzo 1993      | generale di corpo d'armata    | Antonio Viesti                         |
| 53  | 9 marzo 1993      | 20 febbraio 1997  | generale di corpo d'armata    | Luigi Federici                         |
| 54  | 21 febbraio 1997  | 17 aprile 2002    | generale di corpo d'armata    | Sergio Siracusa                        |
| 55  | 18 aprile 2002    | 5 maggio 2004     | generale di corpo d'armata    | Guido Bellini                          |
| 56  | 6 maggio 2004     | 5 luglio 2006     | generale di corpo d'armata CC | Luciano Gottardo                       |
| 57  | 6 luglio 2006     | 22 luglio 2009    | generale di corpo d'armata CC | Gianfrancesco Siazzu                   |
| 58  | 23 luglio 2009    | 15 gennaio 2015   | generale di corpo d'armata CC | Leonardo Gallitelli                    |
| 59  | 16 gennaio 2015   | 15 gennaio 2018   | generale di corpo d'armata CC | Tullio Del Sette                       |
| 60  | 16 gennaio 2018   | 15 gennaio 2021   | generale di corpo d'armata CC | Giovanni Nistri                        |
| 61  | 16 gennaio 2021   | 15 novembre 2024  | generale di corpo d'armata CC | Teo Luzi                               |
| 62  | 15 novembre 2024  | in corso          | generale di corpo d'armata CC | Salvatore Luongo                       |

## I vice comandanti generali

Distintivo del vice comandante generale

Distintivo dell'ex vice comandante generale

Il comandante in seconda dell'Arma dei carabinieri è oggi denominato "vice comandante" e fino al 2004 era il massimo grado raggiungibile per un ufficiale generale dei carabinieri.
Anche questo ruolo ha subito una evoluzione nel tempo, e in alcuni periodi è stato soppresso:
- 26 ottobre 1833: è istituito ufficialmente la carica di "comandante in seconda" il cui compito è di coadiuvare il comandante generale e rimpiazzarlo all'evenienza.
- 19 marzo 1852: la carica di comandante in seconda del Corpo è soppressa. Le sue attribuzioni sono assegnate a un colonnello alle dirette dipendenze del comandante generale.
- 29 giugno 1882: l'incarico è ripristinato.
- 14 luglio 1887: l'incarico è nuovamente soppresso e al comandante generale si affiancano due maggiori generali addetti e di un ufficio di segreteria.
- 9 luglio 1916: si istituisce, in "via provvisoria per la durata della guerra la carica di comandante in seconda dell'Arma dei carabinieri, da conferirsi a un maggiore generale o tenente generale".
- 14 giugno 1934: viene ristabilito il ruolo di comandante in seconda al quale è affiancato un ufficio del comandante in seconda.
- 1º ottobre 1936: si sopprime nuovamente il titolo di comandante in seconda sostituendolo con quello di vice comandante generale, ancora oggi in vigore.
- 4 agosto 1984: si stabilisce che il vice comandante generale dell'Arma dei carabinieri sia il generale di corpo d'armata (grado ora raggiungibile) in servizio permanente effettivo dell'Arma più anziano in ruolo, nominato, su proposta del comandante generale, con decreto del ministro della Difesa. Il ministro della Difesa ha facoltà, nell'interesse dell'amministrazione, di escludere, con provvedimento motivato, il generale di corpo d'armata più anziano e di procedere alla nomina del generale di corpo d'armata che lo segue in ordine di anzianità.

In base all'art. 168 del Codice dell'ordinamento militare (D.lgs. 15 marzo 2010 n. 66), il vice comandante generale:
- è il generale di corpo d'armata in servizio permanente effettivo più anziano in ruolo tra quelli che si trovano ad almeno un anno dal limite di età per la cessazione dal servizio permanente e viene nominato con decreto del Presidente della Repubblica, previa deliberazione del Consiglio dei Ministri, su proposta del Ministro della difesa. Il decreto di nomina è predisposto dal Comandante generale e trasmesso dal Capo di Stato Maggiore della Difesa;
- rimane in carica con mandato della durata massima di un anno, senza possibilità di proroga o rinnovo, salvo che nel frattempo non debba cessare dal servizio permanente effettivo per limiti di età o per altra causa prevista dalla legge;
- è gerarchicamente preminente rispetto agli altri generali di corpo d'armata dell'Arma dei carabinieri, e si distingue da loro perché le stellette sulle controspalline sono bordate di rosso. Alla cessazione dall'incarico, rimane bordata di rosso la prima stelletta (sovrastante la greca);
- esercita le funzioni vicarie in caso di assenza o di impedimento del Comandante generale e lo coadiuva, assolvendo le funzioni e i compiti delegati; presiede la commissione ordinaria di avanzamento degli ufficiali dei carabinieri e su  delega del  Comandante  generale  effettua ispezioni agli Alti Comandi dell'Arma.

Elenco dei vice comandanti generali dell'Arma dei carabinieri fino al 2004
| №  | Inizio mandato    | Fine mandato      | Grado                      | Nome                                                                        |
| -- | ----------------- | ----------------- | -------------------------- | --------------------------------------------------------------------------- |
| 1  | 1º novembre 1822  | 11 dicembre 1830  | colonnello                 | Giovanni Maria Cavasanti                                                    |
| 2  | 3 novembre 1831   | 12 gennaio 1831   | colonnello                 | Maurizio Des Geneys                                                         |
| 3  | 27 novembre 1833  | 27 marzo 1835     | colonnello                 | Silvestro Lanzavecchia Di Buri                                              |
| 4  | 4 aprile 1835     | 17 luglio 1837    | colonnello                 | Giacinto Cottalorda                                                         |
| 5  | 18 luglio 1837    | 10 dicembre 1847  | colonnello                 | Fabrizio Lazari                                                             |
| 6  | 1º marzo 1848     | 28 settembre 1849 | maggior generale           | Federico Costanzo Lovera Di Maria                                           |
| 7  | 29 settembre 1849 | 9 settembre 1851  | colonnello                 | Paolo Crispino Avogadro di Valdegno                                         |
| 8  | 29 giugno 1882    | 11 gennaio 1887   | maggior generale           | Egidio Grimaldi                                                             |
| 9  | 13 marzo 1887     | 14 luglio 1887    | maggior generale           | Augusto Avogadro di Vigliano                                                |
| 10 | 1º agosto 1916    | 2 gennaio 1918    | tenente generale           | Luigi Cauvin                                                                |
| 11 | 3 gennaio 1918    | 23 settembre 1922 | tenente generale           | Luigi Morcaldi                                                              |
| 12 | 1º ottobre 1922   | 8 gennaio 1926    | generale di divisione      | Francesco D'Afflitto                                                        |
| 13 | 9 gennaio 1926    | 1º marzo 1931     | generale di divisione      | Giovanni Sestili                                                            |
| 14 | 2 marzo 1931      | 12 aprile 1933    | generale di divisione      | Giovanni Battista Da Pozzo                                                  |
| 15 | 13 aprile 1933    | 14 settembre 1933 | generale di divisione      | Vittorio Gorini                                                             |
| 16 | 15 settembre 1933 | 27 ottobre 1935   | generale di divisione      | Giovanni Squillero                                                          |
| 17 | 28 ottobre 1935   | 30 settembre 1937 | generale di divisione      | Pio Lazari                                                                  |
| 18 | 1º ottobre 1937   | 27 ottobre 1940   | generale di divisione      | Carlo Contestabile                                                          |
| 19 | 28 ottobre 1940   | 10 novembre 1940  | generale di divisione      | Cesare Cantù                                                                |
| 20 | 11 novembre 1940  | 21 giugno 1942    | generale di divisione      | Crispino Agostinucci                                                        |
| 21 | 22 giugno 1942    | 22 febbraio 1943  | generale di divisione      | Azolino Hazon                                                               |
| 22 | 23 febbraio 1943  | 22 luglio 1943    | generale di divisione      | Giuseppe Pièche                                                             |
| 23 | 25 febbraio 1945  | 5 febbraio 1952   | generale di divisione      | Leonetto Taddei                                                             |
| 24 | 6 febbraio 1952   | 2 novembre 1952   | generale di divisione      | Ernesto Sannino                                                             |
| 25 | 3 novembre 1952   | 12 aprile 1953    | generale di divisione      | Silvio Robino                                                               |
| 26 | 13 aprile 1953    | 28 febbraio 1955  | generale di divisione      | Amedeo Branca                                                               |
| 27 | 1º marzo 1955     | 23 maggio 1955    | generale di divisione      | Romano dalla Chiesa                                                         |
| 28 | 24 maggio 1955    | 30 dicembre 1957  | generale di divisione      | Ivo Levi                                                                    |
| 29 | 31 dicembre 1957  | 9 gennaio 1959    | generale di divisione      | Umberto Calderari                                                           |
| 30 | 10 gennaio 1959   | 3 febbraio 1960   | generale di divisione      | Guido Grassini                                                              |
| 31 | 4 febbraio 1960   | 30 marzo 1960     | generale di divisione      | Carlo Perinetti                                                             |
| 32 | 31 marzo 1960     | 30 dicembre 1961  | generale di divisione      | Francesco Mosca                                                             |
| 33 | 31 dicembre 1961  | 31 gennaio 1962   | generale di divisione      | Leonardo Perretti                                                           |
| 34 | 1º febbraio 1962  | 13 agosto 1962    | generale di divisione      | Auxelio Cappiello                                                           |
| 35 | 14 agosto 1962    | 19 febbraio 1963  | generale di divisione      | Cosimo Assumma                                                              |
| 36 | 20 febbraio 1963  | 27 aprile 1963    | generale di divisione      | Gaetano Fatuzzo                                                             |
| 37 | 28 aprile 1963    | 6 agosto 1963     | generale di divisione      | Francesco Pontani                                                           |
| 38 | 7 agosto 1963     | 2 luglio 1968     | generale di divisione      | Giorgio Manes                                                               |
| 39 | 3 luglio 1968     | 21 aprile 1969    | generale di divisione      | Giovanni Celi                                                               |
| 40 | 22 aprile 1969    | 30 dicembre 1970  | generale di divisione      | Vittorio Fiore                                                              |
| 41 | 31 dicembre 1970  | 6 aprile 1972     | generale di divisione      | Pietro Loretelli                                                            |
| 42 | 7 aprile 1972     | 23 agosto 1972    | generale di divisione      | Pietro Verri                                                                |
| 43 | 24 agosto 1972    | 30 dicembre 1972  | generale di divisione      | Pietro Loretelli                                                            |
| 44 | 31 dicembre 1972  | 3 aprile 1974     | generale di divisione      | Alfredo Amera                                                               |
| 45 | 4 aprile 1974     | 8 maggio 1975     | generale di divisione      | Franco Picchiotti                                                           |
| 46 | 9 maggio 1975     | 5 giugno 1975     | generale di divisione      | Giovambattista Palumbo                                                      |
| 47 | 6 giugno 1975     | 22 ottobre 1975   | generale di divisione      | Franco Picchiotti                                                           |
| 48 | 23 ottobre 1975   | 26 luglio 1976    | generale di divisione      | Domenico Mariano                                                            |
| 49 | 27 luglio 1976    | 26 luglio 1977    | generale di divisione      | Igino Missori                                                               |
| 50 | 27 luglio 1977    | 26 luglio 1978    | generale di divisione      | Arnaldo Ferrara (Comandante Gen. in sede vacante dal 1° al 4 novembre 1977) |
| 51 | 27 luglio 1978    | 26 luglio 1979    | generale di divisione      | Edoardo Palombi                                                             |
| 52 | 27 luglio 1979    | 29 gennaio 1980   | generale di divisione      | Michele Vendola                                                             |
| 53 | 30 gennaio 1980   | 21 luglio 1980    | generale di divisione      | Carlo Terenziani                                                            |
| 54 | 22 luglio 1980    | 22 agosto 1980    | generale di divisione      | Italo Giovannitti                                                           |
| 55 | 23 agosto 1980    | 29 gennaio 1981   | generale di divisione      | Carlo Terenziani                                                            |
| 56 | 30 gennaio 1981   | 15 dicembre 1981  | generale di divisione      | Vito De Sanctis                                                             |
| 57 | 16 dicembre 1981  | 5 maggio 1982     | generale di divisione      | Carlo Alberto dalla Chiesa                                                  |
| 58 | 6 maggio 1982     | 8 settembre 1983  | generale di divisione      | Pietro Lorenzoni                                                            |
| 59 | 9 settembre 1983  | 8 settembre 1985  | generale di divisione      | Attilio Boldoni                                                             |
| 60 | 9 settembre 1985  | 18 febbraio 1987  | generale di corpo d'armata | Mario De Sena                                                               |
| 61 | 19 febbraio 1987  | 17 aprile 1989    | generale di divisione      | Enrico Coppola                                                              |
| 62 | 18 aprile 1989    | 17 aprile 1990    | generale di divisione      | Felice Scalzo                                                               |
| 63 | 18 aprile 1990    | 17 aprile 1991    | generale di divisione      | Raffaele Licci                                                              |
| 64 | 18 aprile 1991    | 16 settembre 1991 | generale di divisione      | Nicolò Mirenna                                                              |
| 65 | 17 settembre 1991 | 16 settembre 1992 | generale di divisione      | Mario Cucci                                                                 |
| 66 | 17 settembre 1992 | 24 novembre 1992  | generale di divisione      | Arnaldo Grilli                                                              |
| 67 | 25 novembre 1992  | 1º dicembre 1992  | generale di divisione      | Sergio Colombini                                                            |
| 68 | 2 dicembre 1992   | 28 maggio 1993    | generale di divisione      | Cesare Vitale                                                               |
| 69 | 29 maggio 1993    | 8 giugno 1994     | generale di divisione      | Ignazio Assumma                                                             |
| 70 | 9 giugno 1994     | 8 giugno 1995     | generale di divisione      | Giovanni Marrocco                                                           |
| 71 | 9 giugno 1995     | 14 giugno 1996    | generale di divisione      | Alessandro Vannucchi                                                        |
| 72 | 15 giugno 1996    | 14 giugno 1997    | generale di divisione      | Domenico Pisani                                                             |
| 73 | 15 giugno 1997    | 14 giugno 1998    | generale di divisione      | Bruno Brancato                                                              |
| 74 | 15 giugno 1998    | 8 agosto 1998     | generale di divisione      | Giuseppe Bario                                                              |
| 75 | 9 agosto 1998     | 8 agosto 1999     | generale di divisione      | Giorgio Cancellieri                                                         |
| 76 | 9 agosto 1999     | 8 agosto 2000     | generale di divisione      | Paolo Bruno Di Noia                                                         |
| 77 | 9 agosto 2000     | 9 aprile 2001     | generale di corpo d'armata | Giovanni Narici                                                             |
| 78 | 10 aprile 2001    | 9 aprile 2002     | generale di corpo d'armata | Carlo Alfiero                                                               |
| 79 | 10 aprile 2002    | 2 settembre 2002  | generale di corpo d'armata | Mariano Ceniccola                                                           |
| 80 | 2 settembre 2002  | 1º settembre 2003 | generale di corpo d'armata | Virgilio Chirieleison                                                       |
| 81 | 2 settembre 2003  | 22 marzo 2004     | generale di corpo d'armata | Emo Tassi                                                                   |
| 82 | 23 marzo 2004     | 5 febbraio 2005   | generale di corpo d'armata | Salvatore Fenu                                                              |

Elenco dei vice comandanti generali dell'Arma dei carabinieri dal 2004
| №   | Inizio mandato   | Fine mandato     | Grado                      | Nome                            |
| --- | ---------------- | ---------------- | -------------------------- | ------------------------------- |
| 82  | 23 marzo 2004    | 5 febbraio 2005  | generale di corpo d'armata | Salvatore Fenu                  |
| 83  | 6 febbraio 2005  | 26 febbraio 2005 | generale di corpo d'armata | Ermanno Vallino                 |
| 84  | 27 febbraio 2005 | 26 febbraio 2006 | generale di corpo d'armata | Roberto Santini                 |
| 85  | 27 febbraio 2006 | 11 luglio 2006   | generale di corpo d'armata | Roberto Cirese                  |
| 86  | 17 luglio 2006   | 11 luglio 2007   | generale di corpo d'armata | Goffredo Mencagli               |
| 87  | 12 luglio 2007   | 12 dicembre 2007 | generale di corpo d'armata | Massimo Cetola                  |
| 88  | 13 dicembre 2007 | 14 giugno 2008   | generale di corpo d'armata | Giorgio Piccirillo              |
| 89  | 15 giugno 2008   | 14 giugno 2009   | generale di corpo d'armata | Elio Toscano                    |
| 90  | 15 giugno 2009   | 14 giugno 2010   | generale di corpo d'armata | Stefano Orlando                 |
| 91  | 15 giugno 2010   | 14 giugno 2011   | generale di corpo d'armata | Corrado Borruso                 |
| 92  | 15 giugno 2011   | 12 gennaio 2012  | generale di corpo d'armata | Michele Franzé                  |
| 93  | 13 gennaio 2012  | 6 marzo 2012     | generale di corpo d'armata | Carlo Gualdi                    |
| 94  | 7 marzo 2012     | 6 marzo 2013     | generale di corpo d'armata | Clemente Gasparri               |
| 95  | 7 marzo 2013     | 17 maggio 2013   | generale di corpo d'armata | Massimo Iadanza                 |
| 96  | 18 maggio 2013   | 7 luglio 2013    | generale di corpo d'armata | Antonio Girone                  |
| 97  | 8 luglio 2013    | 23 giugno 2014   | generale di corpo d'armata | Tullio Del Sette                |
| 98  | 24 giugno 2014   | 20 marzo 2015    | generale di corpo d'armata | Ugo Zottin                      |
| 99  | 21 marzo 2015    | 20 marzo 2016    | generale di corpo d'armata | Vincenzo Giuliani               |
| 100 | 21 marzo 2016    | 21 marzo 2017    | generale di corpo d'armata | Antonio Ricciardi               |
| 101 | 22 marzo 2017    | 21 marzo 2018    | generale di corpo d'armata | Vincenzo Coppola                |
| 102 | 22 marzo 2018    | 21 marzo 2019    | generale di corpo d'armata | Riccardo Amato                  |
| 103 | 21 marzo 2019    | 21 marzo 2020    | generale di corpo d'armata | Ilio Ciceri                     |
| 104 | 21 marzo 2020    | 20 marzo 2021    | generale di corpo d'armata | Gaetano Angelo Antonio Maruccia |
| 105 | 21 marzo 2021    | 31 maggio 2022   | generale di corpo d'armata | Enzo Bernardini                 |
| 106 | 1 giugno 2022    | 30 maggio 2023   | generale di corpo d'armata | Maurizio Detalmo Mezzavilla     |
| 107 | 1 giugno 2023    | 24 maggio 2024   | generale di corpo d'armata | Riccardo Galletta               |
| 108 | 24 maggio 2024   | 15 novembre 2024 | generale di corpo d'armata | Salvatore Luongo                |
| 109 | 25 novembre 2024 | 9 aprile 2025    | generale di corpo d'armata | Mario Cinque                    |
| 110 | 18 aprile 2025   | in corso         | generale di corpo d'armata | Marco Minicucci                 |